# Bruscello Poliziano
Il Bruscello Poliziano è una manifestazione teatrale che si svolge dal 1939 ogni anno a Montepulciano nel mese di agosto, sul Sagrato della cattedrale di Santa Maria Assunta, in Piazza Grande.

## Descrizione
Il bruscello è una forma di teatro popolare e contadino, tipicamente toscano, recitato e cantato da attori non professionisti. È una rappresentazione, a volte epico-drammatica, a volte farsesca, di episodi della vita di tutti i giorni, creati da immaginazioni popolari o da fatti realmente accaduti, tratti della storia o della letteratura. La parola bruscello deriva da arboscello, broscello, bruscello.
Il tema della manifestazione, che mescola canto e recita, varia di anno in anno. Soggetti, testi e sceneggiatura si devono tutti alla creativa spontaneità dei bruscellanti, una compagnia che pratica questo genere per amor di tradizione e diletto.

## Elenco edizioni
| Anno | Tema                        |
| ---- | --------------------------- |
| 1939 | Pia de' Tolomei             |
| 1945 | Pia de' Tolomei             |
| 1946 | Genoveffa di Brabante       |
| 1947 | Santa Margherita da Cortona |
| 1948 | Ghino di Tacco              |
| 1949 | Pia de' Tolomei             |
| 1950 | Romeo e Giulietta           |
| 1951 | Romeo e Giulietta           |
| 1952 | Genoveffa di Brabante       |
| 1955 | Ghino di Tacco              |
| 1956 | Porsenna                    |
| 1957 | Pia de' Tolomei             |
| 1958 | Brandano                    |
| 1959 | Il Guerrin Meschino         |
| 1960 | Porsenna                    |
| 1961 | Zelindo il Garibaldino      |
| 1962 | Toto San Biagio             |
| 1963 | Pia de' Tolomei             |
| 1964 | Angelo Poliziano            |
| 1965 | Genoveffa di Brabante]      |
| 1966 | Bertoldo                    |
| 1967 | Calandrino                  |
| 1968 | Santa Caterina da Siena     |
| 1969 | Brigata spendereccia        |
| 1970 | Romeo e Giulietta           |
| 1971 | Rizieri il paladino         |

| Anno | Tema                            |
| ---- | ------------------------------- |
| 1972 | Fioravanti                      |
| 1973 | Paolo e Francesca               |
| 1974 | La gaia mugnaia                 |
| 1975 | Ghino di Tacco                  |
| 1976 | Marcolfa                        |
| 1977 | Cecco Ceccaccio                 |
| 1978 | La ciuca di Pipone              |
| 1979 | Lancillotto                     |
| 1980 | Arunte                          |
| 1981 | Bertoldo                        |
| 1982 | Brigata spendereccia            |
| 1983 | Paolo e Francesca               |
| 1984 | Fioravanti                      |
| 1985 | Porsenna                        |
| 1986 | Calandrino                      |
| 1987 | La gaia mugnaia                 |
| 1988 | Ghino di Tacco                  |
| 1989 | Pia de' Tolomei                 |
| 1990 | Porsenna                        |
| 1991 | Santa Caterina da Siena         |
| 1992 | Cecco Ceccacio                  |
| 1993 | Genoveffa di Brabante           |
| 1994 | Angelo Poliziano                |
| 1995 | Melusina                        |
| 1996 | Marcolfo il brigante della luna |
| 1997 | Santa Margherita da Cortona     |

| Anno | Tema                      |
| ---- | ------------------------- |
| 1998 | Del Pecora                |
| 1999 | Pia de' Tolomei           |
| 2000 | Santa Mustiola            |
| 2001 | Romeo e Giulietta         |
| 2002 | Brigata spendereccia      |
| 2003 | Paolo e Francesca         |
| 2004 | Bertoldo                  |
| 2005 | Lancillotto e Ginevra     |
| 2006 | Fioravanti                |
| 2007 | Calandrino                |
| 2008 | Ugolino della Gherardesca |
| 2009 | Pia de' Tolomei           |
| 2010 | San Francesco d'Assisi    |
| 2011 | Zelindo il Garibaldino    |
| 2012 | Orfeo e Euridice          |
| 2013 | Tristano e Isotta         |
| 2014 | Romeo e Giulietta         |
| 2015 | Decameron                 |
| 2016 | Bravium                   |
| 2017 | Sant'Agnese Segni         |
| 2018 | Sangallo 1518             |